# Meyer Löw Schomberg
Meyer Löw Schomberg, seltener auch Schamberg od. Chambers (* 1690 in Vetzberg, Hessen; † 4. März 1761 in Hoxton, London), war ein deutsch-jüdischer Arzt.

## Leben
Meyer Löw wurde 1690 in Vetzberg (heute ein Ortsteil von Biebertal im Landkreis Gießen) geboren, wo sein Vater als Arzt praktizierte. Er schrieb sich am 13. Dezember 1706 an der Universität Gießen ein und studierte zunächst klassische Philologie bei Professor Eberwein (1668–1734) und später Medizin. Nachdem er seine Erlaubnis ad practicandum erhalten hatte, praktizierte er zunächst in Schweinsberg, dann in Blankenstein. 1710 bat er die Universität, ihm ein Mandat zu erteilen, die Praktiken eines Bruch-Behandlers, der ihm in seinem Bezirk in die Quere gekommen war, zu überprüfen. Die Universität sagte ihre Unterstützung zu, schlug Schomberg aber vor, einen akademischen Grad zu erlangen, was er unter dem Datum vom 21. Dezember d. J. auch tat. Auch seine Brüder Salomon, Hertz und Gerson Löw promovierten an der medizinischen Fakultät in Gießen.
Nachdem er einige Zeit in Metz praktiziert hatte, ging Schomberg um 1720 mit seiner Familie nach England und wurde mit dem Datum vom 19. März 1722 als „ein Jude aus Fetzburg, ein Deutscher“ in das Mitgliederverzeichnis des Royal College of Physicians in London eingetragen. Seine finanziellen Verhältnisse waren so schlecht, dass er nicht einmal die 20 Pfund Aufnahmegebühr bezahlen konnte; stattdessen wurde ein Schuldschein akzeptiert, der noch heute existiert. Am 12. Januar 1726 wurde Schomberg als Mitglied in die Royal Society aufgenommen und trat 1730 einer Freimaurerloge bei.
Schomberg praktizierte einige Zeit für 30 Pfund im Jahr als Armenarzt der Großen Synagoge von London und kam so in Kontakt mit der jüdischen Oberschicht Londons. Außerdem lud er einmal in der Woche junge Chirurgen zum Essen in sein Haus in der Fenchurch Street ein. Auf diese Weise konnte er sich zu einem der führenden Ärzte Londons emporarbeiten. Sein Einkommen im Jahr 1740 soll nach Sir William Browne 4.000 Guineas betragen haben.
Meyer Schomberg starb am 4. März 1761 in seinem Haus in der Fenchurch Street und wurde auf dem Friedhof von Hackney beerdigt. Sein Vermögen hinterließ er zu gleichen Teilen seinen beiden Söhnen Isaac und Alexander; Ralph, Solomon und Henry erhielten je einen Shilling.
Ein Porträt Schombergs von T. Hudson befindet sich in Privatbesitz.

## Nachkommen
Meyer Schomberg hatte mindestens sieben, z. T. noch in Deutschland geborene Söhne, denen er um 1742 die Konversion zum Christentum nahelegte, um ihre Berufsaussichten zu verbessern. Die Zwillinge Isaac (1714–1780) und Raphael (später Ralph, 1714–1792) und Joel wurden ebenfalls Ärzte. Moses (1720–1779), Salomon (1724–1774) und Ralph wurden Notare. Henry wurde 1755 der erste jüdische Offizier der Armee und erreichte den Rang eines Oberstleutnants. Alexander (1720–1804) trat in die Marine ein, wurde Kapitän und später zum Ritter geschlagen. Eine Tochter, Rebecca (1719–1742), starb jung.

## Schriften
- Emunat omen. In: Transactions of the Jewish Historical Society of England, 20 (1959–61), 101–11, Hebräischer Text mit englischer Übersetzung von H. Levy (von Schomberg verfasst, aber nicht veröffentlicht)